# Эйникис, Гинтарас
Гинтарас Эйникис (лит. Gintaras Einikis; род. 30 сентября 1969, Кретинга, Литовская ССР, СССР) — советский и литовский профессиональный баскетболист, игравший на позиции центрового.

## Достижения
- Бронзовый призёр ОИ-92, ОИ-96, ОИ-2000.
- Серебряный призёр ЧЕ-1995.
- Бронзовый призёр Игр Доброй Воли-1998.
- Семикратный чемпион Литвы (в составе «Жальгириса») (1990, 1991, 1992, 1993, 1994, 1995, 2003).
- Лучший баскетболист литовской лиги 1995.
- Чемпион России сезона 1999/2000 (в составе ЦСКА).
- Бронзовый и трижды серебряный призёр чемпионата России (в составе «Автодора»).
- Лучший снайпер ЦСКА в Финал четырёх Евролиги ФИБА сезона 1999/2000.
- Чемпион Польши 2004 в составе Проком Трефл (Сопот).
- Обладатель Кубка УЛЕБ в составе Летувос Ритас (Вильнюс)
- Чемпион Чехии 2006

## Награды
- Кавалер офицерского креста ордена Великого князя Литовского Гядиминаса (1995)
- Командор креста ордена Великого князя Литовского Гядиминаса (1996)
- Кубок Президента Литовской Республики (2001)[1]